# 越位 (电影)
《越位》（波斯語：‎）是一部2006年贾法尔·帕纳希导演的伊朗电影，故事灵感来源于导演的女儿想采取各种方法观看比赛的计划。影片在伊朗取景拍摄，却被禁止在伊朗上映。

## 剧情
一个女孩想要去观看世界杯资格赛，却由于性别的原因而被禁止。由于女性球迷不能进入球场观看，她试图装扮成男孩蒙混过关，不幸的是，她被发现被并拘捕了。

## 角色
- Sima Mobarak-Shahi as First girl
- Shayesteh Irani as Smoking girl
- Ayda Sadeqi as Soccer girl
- Golnaz Farmani as Girl with tchador
- Mahnaz Zabihi	as Female soldier
- Nazanin Sediq-zadeh as Young girl

## 评价
影片收获广泛好评：烂番茄新鲜度高达97%，Metacritic上的平均分为85。

## 奖项
导演获得2006年柏林影展最佳导演银熊奖。